# CIP
CIP (Calculator de Instruire Programabil) este un microcalculator personal românesc. A fost proiectat și produs la Întreprinderea „Electronica” din București, începând cu 1989/90 având interpretorul BASIC pe casetă și costând 9.850 lei (primul model).

## Imagini

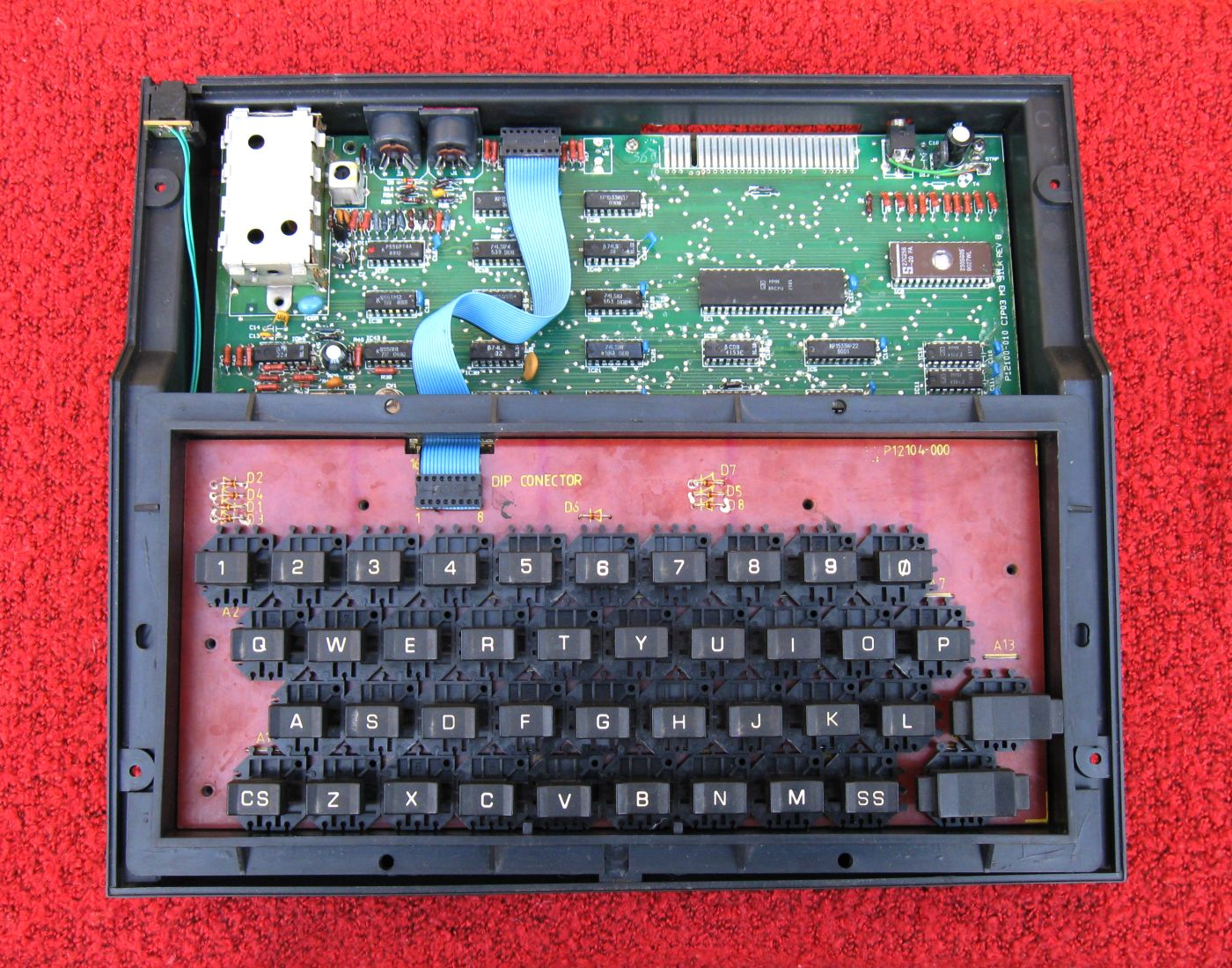
CIP în interior.
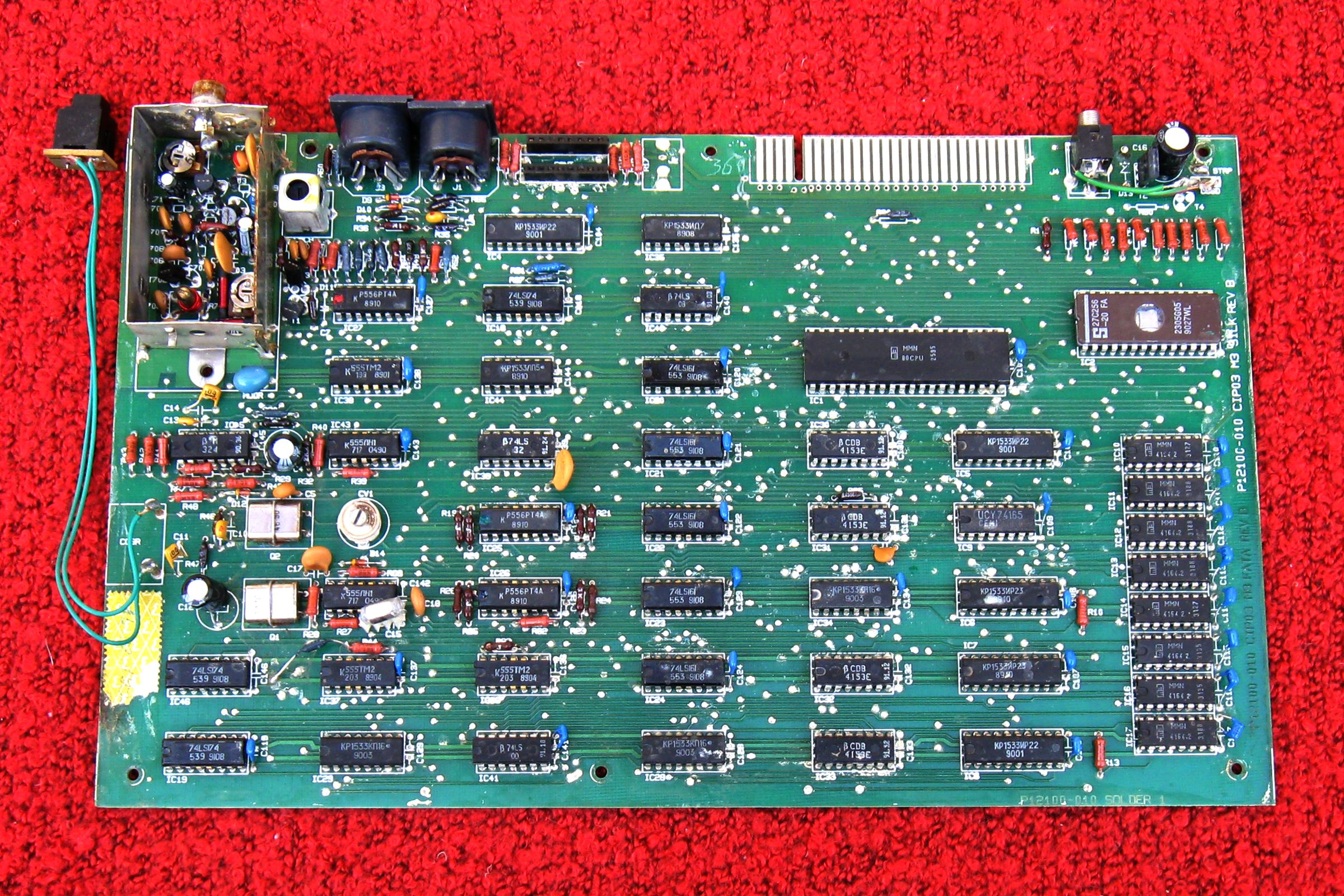
Placa de bază.
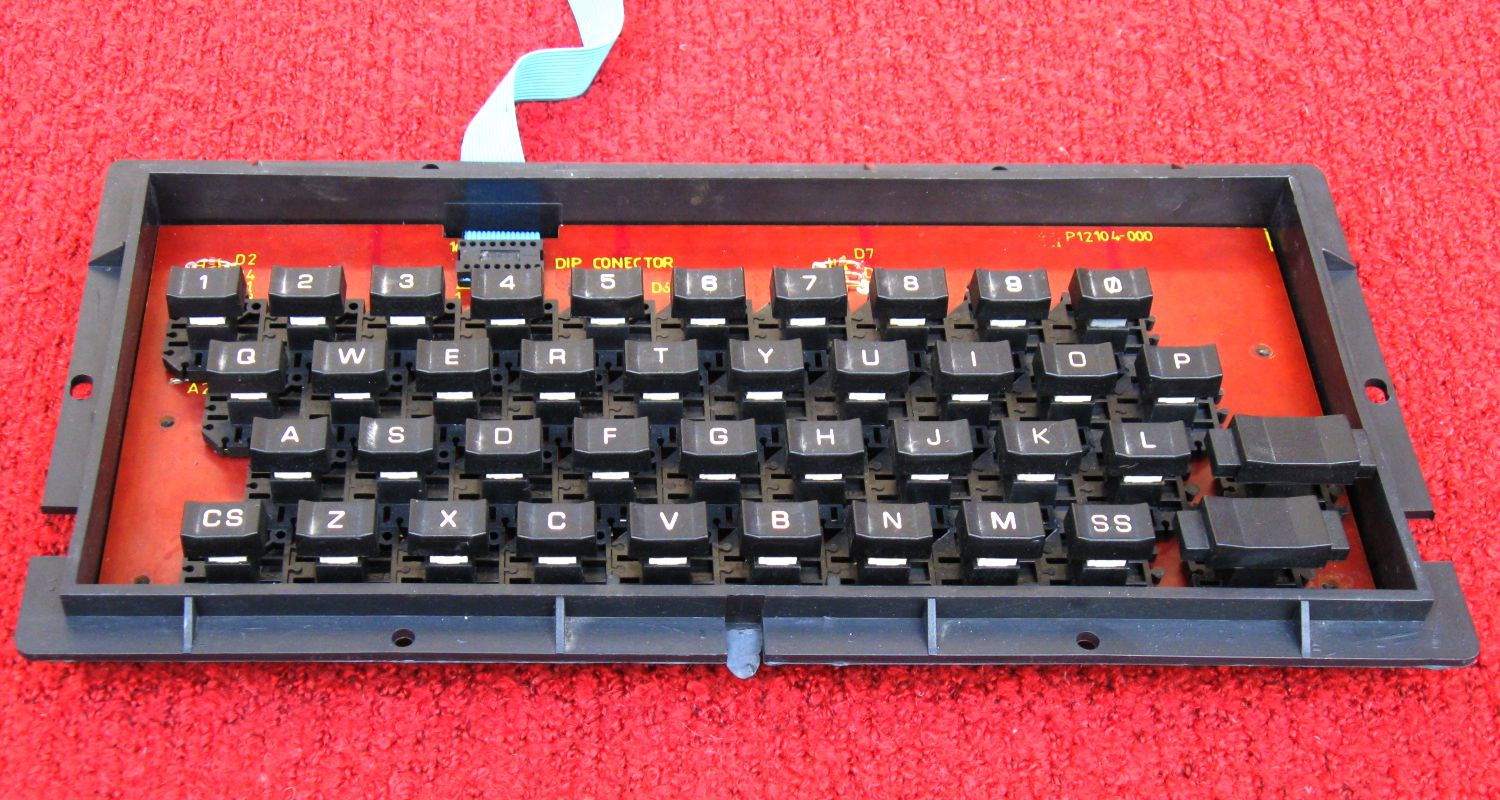
Tastatura.

## CIP 03
CIP 03 (Calculator de Instruire Programabil) este un microcalculator personal românesc, clonă Sinclair ZX Spectrum.. A fost proiectat și produs la Întreprinderea „Electronica” din București, începând cu anul 1988.
Spre deosebire de primul model al seriei, CIP 01, modelul 03 avea interpretorul BASIC  stocat în memoria ROM și astfel nu mai era nevoie să fie incărcat de pe casetă la fiecare pornire a calculatorului.
Alături de HC91 este unul din cele mai populare calculatoare romanești,  fiind folosit atât ca și home computer cat și in invățământ – în școli, la Palatele Pionierilor  sau alte cluburi de informatică.
Partea superioară a carcasei a fost produsa in 3 variante:
- cu design roșu[necesită citare]

- cu design albastru[necesită citare]

- cu placă transparentă[necesită citare]

CIP 03 are un procesor MMN80  (clonă Zilog Z80)  la 3,5 Mhz , 64 KB memorie RAM, și 16 KB memorie ROM în care este stocat interpretorul BASIC.
Calculatorul poate afișa în mod text 32 coloane și 24 linii, iar în mod grafic avea o rezolutie de 256  x 192 pixeli.
Deși putea fi folosit și pentru jocuri, nu dispunea de un port pt conectarea joystick -ului, fiind produs însă un modul ce conținea acest port, și care putea fi cumpărat separat.